# Disjuncte vereniging
In de verzamelingenleer, een deelgebied van de wiskunde, verwijst de term disjuncte vereniging naar twee verschillende, maar wel verwante  begrippen. Enerzijds wordt de vereniging van verzamelingen die paarsgewijs disjunct zijn een disjuncte  vereniging genoemd. In deze betekenis wordt het begrip gehanteerd in de kansrekening en meer algemeen in de maattheorie. Anderzijds is disjuncte vereniging een gemodificeerde verenigingsoperatie die de te verenigen verzamelingen zo aanpast dat een disjuncte vereniging volgens de eerste betekenis ontstaat.  

## Definitie
De disjuncte vereniging van een willekeurige door de indexverzameling {\displaystyle I} geïndexeerde collectie verzamelingen {\displaystyle X_{i},i\in I} is de verzameling
{\displaystyle \bigsqcup _{i\in I}X_{i}=\bigcup _{i\in I}\{(i,x)\mid x\in X_{i}\}}
De collectie verzamelingen is kunstmatig tot een paarsgewijs disjuncte collectie gemaakt.

## Eigenschap
De kardinaliteit van een disjuncte vereniging van een collectie verzamelingen is de som van de kardinaliteiten van de elementen van de collectie.
{\displaystyle \left|\bigsqcup \limits _{i\in I}A_{i}\right|=\sum _{i\in I}|A_{i}|}

## Voorbeeld
De disjuncte vereniging van {\displaystyle A_{1}=\{1,2,3\}} en {\displaystyle A_{2}=\{1,2,3,4\}} is
{\displaystyle \bigsqcup \limits _{i=1,2}A_{i}=\bigcup \limits _{i=1,2}\{(i,x)\mid x\in A_{i}\}=\{(1,1),(1,2),(1,3),(2,1),(2,2),(2,3),(2,4)\}}